# Лачплесис (станция)
Ла́чплесис (латыш. Lāčplēsis) — железнодорожная станция в Бирзгальской волости Кегумского края Латвии, на линии Елгава — Крустпилс.

## История
Станция Бергхоф открыта в годы Первой мировой войны. В направлении на север от станции (в сторону фронта) был проложен 11-и километровый рельсовый участок. На некоторых картах указана также линия, соединявшая станцию через Скайсткалне с Биржаем в Литве. Название «Лачплесис» носит с 1919 г. В 1927 построено новое, каменное пассажирское здание по проекту Л. Хофмане-Гринберги.